# Église Saint-Jean d'Elbeuf
Pour les articles homonymes, voir Église Saint-Jean.
L'église Saint-Jean d'Elbeuf est une église catholique située à Elbeuf, en France.

## Historique
L'église, qui date du  XIIIe siècle est dédiée à saint Jean.
L'édifice fait l’objet d’un classement au titre des monuments historiques depuis le 12 juin 1992.

## Bâtiment
L'église comporte une tour-clocher gothique d’environ 33 mètres.

## Mobilier
Orgue Cavaillé-Coll à buffet XVIIIe siècle, classé monument historique.
Gisant en chêne du XIIIe siècle.
Verrières du XVIe siècle, classées : le supplice de saint Laurent, saint Louis en lit de justice, arbre de Jessé.
Le musée d'Elbeuf conserve plusieurs ornements liturgiques provenant de cette église, ainsi qu'un relevé partiel du vitrail de la vie de la Vierge par Camille-Auguste Gastine, témoignant de son état avant les campagnes de restauration des années 1870.